# Pseudo-Augustinus
Pseudo-Augustinus vagy Pszeudo-Ágoston (5. század?) ókeresztény író.
A Hippói Szent Ágoston művei között hagyományozódott Ó- és újszövetségi kérdések című irat szerzője. Eredeti személyneve ismeretlen, személye a kutatók többségének álláspontja szerint megegyezik az Ambrosiasternek nevezett szerzővel, bár ez a kérdés mind a mai napig nincs egyértelműen eldöntve.